# Phryganophilus pseudoauritus
Phryganophilus pseudoauritus là một loài bọ cánh cứng trong họ Melandryidae. Loài này được Nikitsky miêu tả khoa học năm 1988.